# IC 263
IC 263 је спирална галаксија у сазвјежђу Кит која се налази на листи објеката дубоког неба у Индекс каталогу.
Деклинација објекта је - 0° 4' 11" а ректасцензија 2h 49m 39,9s. Привидна величина (магнитуда) објекта IC 263 износи 14,1 а фотографска магнитуда 14,9. IC 263 је још познат и под ознакама CGCG 389-27, , PGC 10716.